# 干红葡萄酒
乾紅葡萄酒（法語：le vin rouge），“乾”表示这一款酒不甜（含糖量低，要求葡萄酒中残留糖分含量在4克/升以下）。“红”表示制作工艺是用红葡萄榨汁后，把葡萄皮核与葡萄汁一起发酵，发酵过程中，葡萄皮的颜色溶解到酒中，使酒显出深红色。乾紅酒有两种，一种是单纯过滤；另一种将滤渣继续压榨。压榨的乾紅酒含单宁较多，味道偏涩。法国波尔多（Bordeaux）地区的乾紅酒在世界富有盛名，英国人称其为 ，最著名的为用解百纳葡萄制造的解百纳（Cabernet）乾紅葡萄酒。同时口感极佳。